# شهرستان لوشی (یون‌نان)
شهرستان لوشی (به انگلیسی: Luxi County) یک شهرستان در چین است که در ولایت خودمختار هونگهه هانی و یی واقع شده‌است. شهرستان لوشی ۱٬۶۷۴ کیلومتر مربع مساحت و ۳۷۰٬۰۰۰ نفر جمعیت دارد.